# حوض شاه بالا
حوض شاه بالا (به لاتین: Howz-e Shah-e Bala) یک منطقهٔ مسکونی در افغانستان است که در ولسوالی خواهان واقع شده‌است. حوض شاه بالا ۲٬۸۹۰ متر بالاتر از سطح دریا واقع شده‌است.